# Odenplan (Stockholms tunnelbana)
Odenplan ist eine unterirdische Station der Stockholmer U-Bahn. Sie befindet sich im Stadtteil Vasastaden. Die Station wird von der Gröna linjen des Stockholmer U-Bahn-Systems bedient. Die zentrale Lage in der Innenstadt macht die Station zu einer der vielfrequentierten Stationen des U-Bahn-Netzes. An einem normalen Werktag steigen 43.750 Pendler hier in die U-Bahn zu und 42.700 in den Pendeltåg. Dazu kommen 22.100 Fahrgäste der vielen Buslinien, die am Odenplan halten oder wenden.
Die Station wurde am 26. Oktober 1952 in Betrieb genommen, als der U-Bahn-Abschnitt Hötorget–Vällingby eingeweiht wurde. Der Bahnsteig befindet sich ca. neun Meter unter der Erde. Die Station liegt zwischen den Stationen Rådmansgatan und St. Eriksplan. Bis zum Stockholmer Hauptbahnhof sind es etwa zwei Kilometer.
Im Jahre 2009 wurde eine Treppe zu einem mit den Füßen spielbaren Treppen-Piano ausgebaut.

## Pendeltåg
Der im Juli 2017 in Betrieb gegangene Citybanantunnel, der unterhalb des Stockholmer Zentrums verläuft, hat einen unterirdischen Haltepunkt am Odenplan, an dem die Pendeltågzüge Richtung Stockholmer Hauptbahnhof bzw. Märsta/Uppsala/Bålsta halten.
Der Bahnhof unter Vasastan besteht in der ersten Ausbaustufe aus einem Mittelbahnsteig mit zwei Gleisen. Eine Erweiterung durch einen zweiten Bahnsteig auf vier Gleise ist zu einem späteren Zeitpunkt möglich. Es wurden außerdem einige Geschäfte in den Bahnhof integriert. Gemessen an den Passagierzahlen soll der Bahnhof der zweitgrößte Schwedens werden und die bisherige Station Karlberg ersetzen. Bahnsteigtüren aus Glas werden die Passagiere von den Gleisen trennen, die sich erst bei stehenden Zügen öffnen werden.

## Ausbaupläne
Es existieren eine Reihe Ausbaupläne zur Ankopplung weiterer schienengebundener Nahverkehre an den Odenplan.

### Gelbe Linie
Die sog. gelbe Linie war zunächst eine Arbeitsbezeichnung für eine U-Bahn-Strecke von Älvsjö nach Danderyds sjukhus via Fridhemplan und Odenplan.
Mittlerweile wird diese Idee nicht mehr verfolgt. Stattdessen wurde ein Abzweig von der grünen Linie nach Norden zur Arenastaden (Solna) beschlossen. Es sind zwei Zwischenhalte Hagastaden und Hagalund geplant.
In einer Aktion maximaler Bürgerbeteiligung wurde ein Preisausschreiben ausgelobt, mit denen die Bürger über die Farbe der Abzweigerline entscheiden durften. Die Siegerin wurde die Farbe Gelb.
Die Linie soll nicht einmal eigene Bahnsteige am Odenplan bekommen, dafür aber Teile des Verkehrs nach Farsta Strand und Skarpnäck übernehmen. Damit wird das erste Mal in der Geschichte der Stockholmer U-Bahn eine Strecke von Linien unterschiedlicher Farbe befahren. Baubeginn soll noch 2018 sein.

### Trambahn statt Stammbuslinie 4
Immer wieder tauchen Diskussionen auf, die stark frequentierte Buslinie 4 durch eine Trambahn zu ersetzen.
Es wurden aber noch keine konkreten Beschlüsse in diese Richtung gefasst.

### Verlängerung der Roslagsbanan via Odenplan
Etwas konkreter sind die Pläne, die Roslagsbanan nicht mehr an Stockholms Östra enden zu lassen, sondern von der Haltestelle Universitetet in einem Tunnel via Odenplan zum T-Centralen zu führen.
Baubeginn wird aber nicht vor 2026 sein.

## Reisezeit
| Linie | bis Station     | Reisezeit | bis Station                    | Reisezeit         |
| T17   | Åkeshov         | 19 min    | T-Centralen Gamla stan Slussen | 4 min 6 min 7 min |
| T17   | Skarpnäck       | 24 min    | T-Centralen Gamla stan Slussen | 4 min 6 min 7 min |
| T18   | Alvik           | 9 min     | T-Centralen Gamla stan Slussen | 4 min 6 min 7 min |
| T18   | Farsta strand   | 29 min    | T-Centralen Gamla stan Slussen | 4 min 6 min 7 min |
| T19   | Hässelby strand | 30 min    | T-Centralen Gamla stan Slussen | 4 min 6 min 7 min |
| T19   | Hagsätra        | 28 min    | T-Centralen Gamla stan Slussen | 4 min 6 min 7 min |